# 比欧多斯
比欧多斯（法語：Biaudos，法語發音：[bjodɔs]）是法国朗德省的一个市镇，属于达克斯区。

## 地理
比欧多斯（43°33'1"N, 1°18'18"W）面积15.59 平方千米，位于法国新阿基坦大区朗德省，该省份为法国西南部沿海省份，是法國本土面积第二大的省，北起吉倫特省，西临大西洋，南至大西洋比利牛斯省，东临热尔省，东北与洛特-加龍省接壤。
与比欧多斯接壤的市镇（或旧市镇、城区）包括：比亚罗特、圣安德烈德塞尼昂、圣巴泰勒米、圣洛朗德戈斯、圣马丹德安克斯。

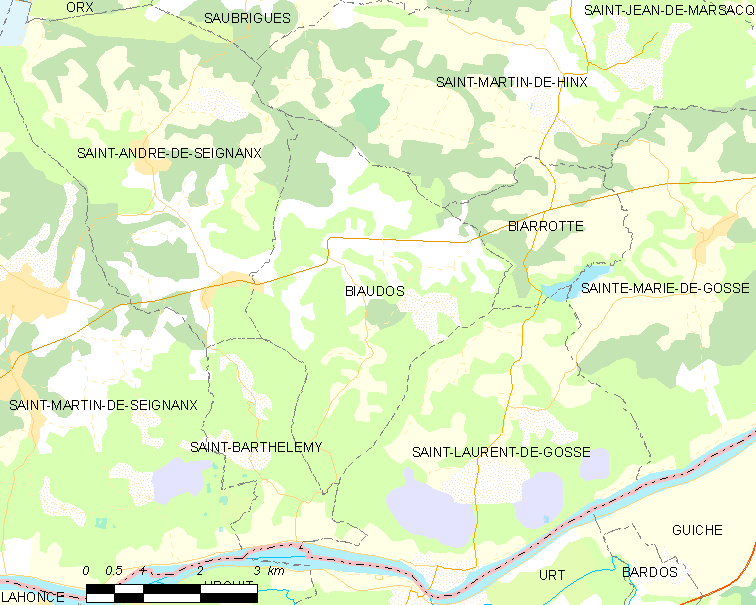
比欧多斯的OSM定位图

比欧多斯的时区为UTC+01:00、UTC+02:00（夏令时）。

## 行政
比欧多斯的邮政编码为40390，INSEE市镇编码为40044。

## 政治
比欧多斯所属的省级选区为塞尼昂县。

## 人口

1962-2008年间比欧多斯人口变化图示

比欧多斯于2022年1月1日时的人口数量为1022人。